# Краснов-Асли, Василий Иванович
Василий Иванович Краснов-Асли (6 (18) января 1900, Чураково Буинского уезда Симбирской губернии (ныне Буинский район, Татарстан) – 19 октября 1978, Чебоксары) – чувашский советский писатель

, член Союза писателей СССР (1934).

## Биография
Родился в крестьянской семье, с тринадцати лет работал в шахтах Донбасса, в 1917 году вступил в  РСДРП. Участник Гражданской войны.
В 1929 году Краснов-Асли окончил Коммунистический университет имени Я. М. Свердлова, а в 1936 году – Институт красной профессуры. В 1922-1929 годах работал в  ВЧК, ОГПУ, уездных комитетах ВКП(б). Позднее был главным редактором Чувашского книжного издательства, преподавал в вузах. В 1937 и 1949 годах Краснов-Асли был репрессирован и реабилитирован в 1956 году.

## Литературная деятельность
Краснов-Асли начал свою литературную деятельность во второй половине 1920-х годов очерками и рассказами о людях чувашской деревни. Основанные на автобиографическом материале повести «Борьба с белыми» («Шуррисем ҫапӑҫни», 1929), «Великаны» («Улӑпсем», 1929—34), и «Корни» («Тымарсем», 1932—36) были поздне переработаны в роман «В огне» («Вутра», кн. 1—3, 1957—1961; русский перевод, 1962). Роман «В гору» («Тавалла», кн. 1—1929, перераб. изд. 1959; кн. 2 — «Для всех одно солнце», 1964) посвящен темам коллективизации и индустриализации Чувашии.

## Награды
- Заслуженный работник культуры Чувашской АССР (1975).
- Орден Ленина (1975).